# Kaneye
Kaneye est une commune du Mali, dans le cercle de Goundam et la région de Tombouctou.